# Irzio Luigi Magliacani
Irzio Luigi Magliacani (Castel del Piano, 16 febbraio 1892 – Roma, 15 marzo 1976) è stato un vescovo cattolico italiano.

## Biografia
Monsignor Irzio Luigi Magliacani nacque a Castel del Piano il 16 febbraio 1892.

### Formazione e ministero sacerdotale
Il 25 aprile 1907 entrò nel noviziato dell'Ordine dei frati minori cappuccini. Il 20 marzo 1915 fu ordinato presbitero. L'11 novembre 1920 partì come missionario per Agra. Nel 1939 venne trasferito ad Aden poiché la missione in Arabia richiedeva più personale. Il 23 ottobre 1948, subito dopo la seconda guerra mondiale, papa Pio XII lo nominò amministratore apostolico del vicariato apostolico dell'Arabia.

### Ministero episcopale
Il 25 dicembre 1949 papa Pio XII lo nominò vicario apostolico dell'Arabia e vescovo titolare di Diu. Ricevette l'ordinazione episcopale il 28 maggio successivo a Firenze dal cardinale Elia Dalla Costa, arcivescovo metropolita di Firenze, co-consacranti l'arcivescovo metropolita di Agra Evangelista Latino Enrico Vanni e il vescovo di Montalcino Ireneo Enrico Chelucci.
Magliacani fu rapido nel valutare la situazione dopo la seconda guerra mondiale e capì l'urgente necessità di chiese e missionari in Somalia, Yemen e Bahrein. Infatti, negli anni '50, nelle nazioni del Golfo Persico l'estrazione del petrolio conobbe una rapida crescita e Magliacani riconobbe l'importanza crescente della missione in Bahrein per assistere spiritualmente il crescente numero di lavoratori stranieri. Durante il suo episcopato gli eventi nello Yemen del Sud precipitarono. Infatti, nel 1967 gli inglesi lasciarono Aden e i comunisti presero il controllo istituendo una Repubblica Democratica Popolare.
Nel 1962, alcuni sceicchi emiratini donarono alla Chiesa cattolica alcuni terreni e presto furono costruite la chiesa di San Giuseppe ad Abu Dhabi e la chiesa di Santa Maria a Dubai.
Partecipò al Concilio Vaticano II.
Fu l'ultimo vicario apostolico dell'Arabia che ebbe la sua cattedra ad Aden.
Il 4 novembre 1969 papa Paolo VI accettò la sua rinuncia al governo pastorale del vicariato per raggiunti limiti di età.
Morì a Roma il 15 marzo 1976 all'età di 84 anni.

## Genealogia episcopale
La genealogia episcopale è:
- Cardinale Scipione Rebiba
- Cardinale Giulio Antonio Santori
- Cardinale Girolamo Bernerio, O.P.
- Arcivescovo Galeazzo Sanvitale
- Cardinale Ludovico Ludovisi
- Cardinale Luigi Caetani
- Cardinale Ulderico Carpegna
- Cardinale Paluzzo Paluzzi Altieri degli Albertoni
- Papa Benedetto XIII
- Papa Benedetto XIV
- Papa Clemente XIII
- Cardinale Marcantonio Colonna
- Cardinale Giacinto Sigismondo Gerdil, B.
- Cardinale Giulio Maria della Somaglia
- Cardinale Carlo Odescalchi, S.I.
- Cardinale Costantino Patrizi Naro
- Cardinale Lucido Maria Parocchi
- Cardinale Agostino Gaetano Riboldi
- Vescovo Francesco Ciceri
- Vescovo Ferdinando Rodolfi
- Cardinale Elia Dalla Costa
- Vescovo Irzio Luigi Magliacani, O.F.M.Cap.